# Transductor electroacústico
Un transductor electroacústico es aquel dispositivo que transforma la electricidad en sonido, o viceversa.
Ejemplo de este tipo de artefactos son los micrófonos: estos son transductores electroacústicos que convierten la energía acústica (vibraciones sonoras: oscilaciones en la presión del aire) en energía eléctrica (variaciones de voltaje). Un altavoz también es un transductor electroacústico, pero sigue el camino contrario: un altavoz transforma la corriente eléctrica en vibraciones sonoras.
La transducción o transformación de energía se hace en dos fases. El modelo teórico de un transductor electroacústico se basa en un transductor electromecánico y un transductor mecánico-acústico. Esto significa que se estudia, por un lado, la transformación de la energía eléctrica en mecánica, ya que se genera un movimiento, y por otro lado, la transformación de la energía mecánica en acústica, ya que el movimiento genera energía acústica.

## Tipos de transductores electroacústicos
- Electrodinámico, dinámico o bobina móvil.
- Electrostáticos.
- Piezoeléctricos.
- De radiación directa.
- De radiación indirecta.
- Banda ancha.
- Bajas frecuencias: altavoces de graves (woofers) y subgraves (sub-woofers).
- Frecuencias medias.
- Altas frecuencias: altavoces de agudos (tweeters) y agudos ultraaltos (ultra-high-tweeters).

Voces